# Thang âm nguyên

Trong một quãng tám (bát độ), bốn nốt đầu gọi là chuỗi bốn dưới, còn lại gọi là chuỗi bốn trên.

Trong âm nhạc, thang âm nguyên, âm giai nguyên hay gam âm nguyên bất kỳ chuỗi âm thanh nào có bảy bậc theo cao độ tự nhiên, bao gồm năm nguyên cung và hai nửa cung cùng ở một quãng tám. Trong chuỗi này, hai nửa cung cách nhau ba bậc của thang. Đây là khái niệm trong âm nhạc phương Tây, trong đó từ "âm nguyên" (không phải là "nguyên âm") tương đương với thuật ngữ diatonique trong tiếng Pháp, hay diatonic trong tiếng Anh và một số ngôn ngữ khác. 
Ví dụ chuỗi nốt nhạc: "đồ - rê - mi - fa - son - la - si - đố" là một thang âm nguyên. Trong chuỗi này, từ "mi đến fa" và từ "si đến đố" là những quãng nửa cung (cao độ bằng 1/2 các quãng còn lại), cách nhau ba bậc "thang" về độ cao. Vì người ta đã quy ước nốt la làm thanh âm chuẩn, kí hiệu bằng cữ cái là A, nên chuỗi này còn được biểu diễn bằng cách khác là: C-D-E-F-G-A-B-C.

## Tổng quan
- Thang âm nguyên là một khái niệm đơn giản, ở mức "vỡ lòng", nhưng rất quan trọng trong âm nhạc. Tuy mô hình này là của phương Tây, nhưng hiện nay rất phổ biến trong lí thuyết âm nhạc trên toàn thế giới, trong đó có Việt Nam. Theo mô hình này, các cao độ của những nốt nhạc được xếp thứ tự từ thấp đến cao, giống như một cái thang, mà mỗi nốt là một bậc thang. Muốn "leo" trên cái thang này bắt đầu từ bậc thang C (nốt "đồ"), thì phải lần lượt leo lên D (nốt "rê") bằng 1 bước (tức một cung), rồi đến E (nốt "mi") bằng 1 bước nữa, nhưng lên đến F (nốt "fa") thì chỉ cần 1/2 bước (tức nửa cung) thôi,...
- Trong chuỗi nốt nhạc: đồ - rê - mi - fa - son - la - si - đố, thì nốt "đố" thực chất là nốt "đô" cao hơn một quãng tám (bát độ), nên chỉ có bảy nốt tự nhiên mà thôi.
- Diễn giải ở trên không có nghĩa là chuỗi nốt nhạc phải xếp theo đúng thứ tự "C-D-E-F-G-A-B-C" thì mới được gọi là thang âm nguyên. Nếu bắt đầu từ nốt "fa" và trình tự là "F-C-G-D-A-E-B" (fa-đồ-son-rê-la-mi-si), thì trình tự này thực ra chỉ là hoán vị chuỗi ban đầu, nên vẫn gọi là thang âm nguyên và đó cũng là trình tự xuất hiện các dấu thăng trong một bản nhạc.

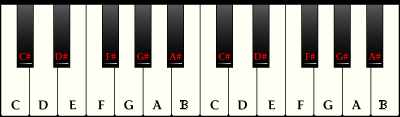
Bàn phím đàn dương cầm hiện nay là dựa trên mô hình thang âm. Các phím trắng trên bàn phím thuộc thang âm nguyên.

- Bàn phím nhạc ở nhiều nhạc cụ bàn phím hiện đại đã được thiết kế sao cho các nốt trắng tạo thành thang âm nguyên, còn tập hợp tất cả các phím trắng và phím đen tạo thành thang âm nửa cung (chromatic scale) mà có người đã dịch là âm giai nửa cung.
- Trong thời kì đầu của sự lan tràn âm nhạc phương Tây vào Việt Nam xưa, lúc Thực dân Pháp xâm chiếm Việt Nam, "các cụ" trong làng nhạc của ta đã gọi các nhạc phẩm Tây phương là nhạc bảy cung, để phân biệt với nhạc dân gian truyền thống Việt Nam là nhạc năm cung, gồm các bậc cao độ gọi là  "Hò - Xự - Xang - Xê - Cống", mà vốn được coi là tương ứng với ngũ hành tương khắc: "Kim, Mộc, Thủy, Hỏa, Thổ".[4] Ở trường hợp này, "nhạc bảy cung" và "nhạc năm cung" đều là thang âm nguyên.

## Phân biệt

### Thang âm nguyên và giọng

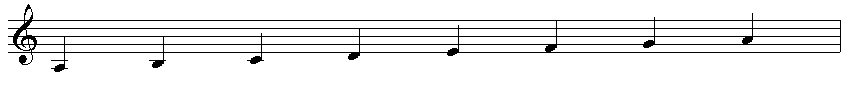
Thang âm nguyên ở giọng La thứ

Thang âm nguyên (gamme diatonique) có liên quan tới âm giai (gamme musicale, thường gọi là giọng hay gam nhạc), nhưng khác nhau. Chẳng hạn:
- Bài hát "Làng tôi" của Văn Cao là nhạc phẩm ở thang âm nguyên, nhưng ở giọng đô trưởng.
- Bài hát "Tiếng đàn Ta lư" của Huy Thục cũng ở thang nguyên âm, nhưng ở giọng la thứ. Thang này vẫn gồm năm nguyên cung và hai nửa cung cùng ở một quãng tám (từ là đến lá), các nửa cung vẫn cách nhau ba bậc thang, nhưng vị trí nửa cung dịch chuyển hai bậc; cụ thể trình tự của chuỗi này là: A-B-C-D-E-F-G-A.

### Thang âm nguyên và thang âm nửa cung
- Thang âm nguyên chỉ gồm 7 nốt nhạc tự nhiên, tức nhạc 7 cung, không có nốt thăng hay giáng.
- Thang âm nửa cung (chromatic scale) gồm 12 nốt, tạo nên âm giai nửa cung.